# Anna Karolina Orzelska

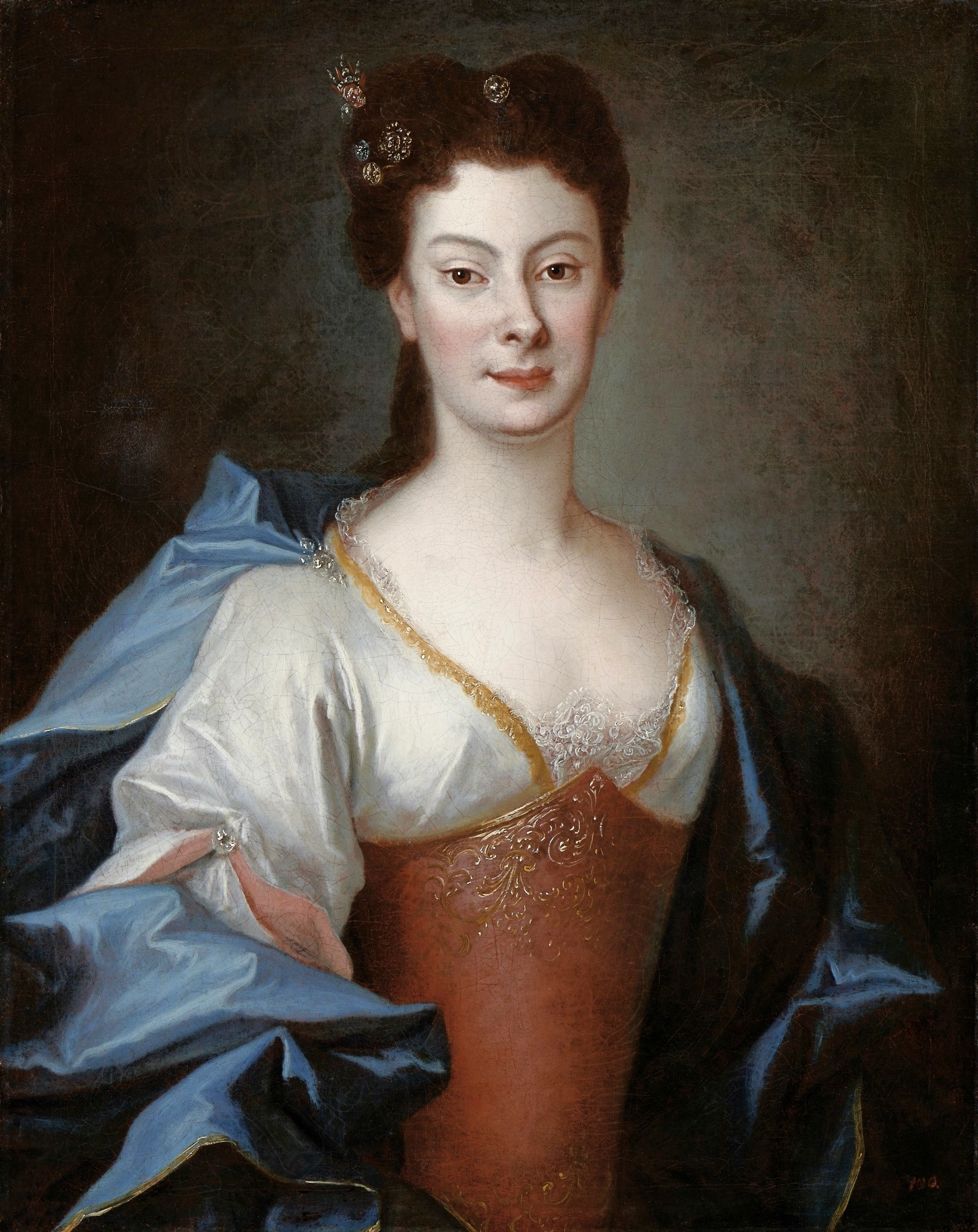
Louis de Silvestre: Anna Orzelska, 1724

Anna Karolina Gräfin Orzelska (* 23. November 1707 in Warschau; † 27. September 1769 in Grenoble) war eine illegitime Tochter Augusts des Starken und durch Heirat Prinzessin von Schleswig-Holstein-Sonderburg-Beck.

## Leben
Anna Karolina war die außereheliche Tochter des Kurfürsten und polnischen Königs August II. aus dessen Verbindung mit der Französin Henriette Rénard-Duval, Tochter eines Weinhändlers aus Lyon. Ihre Mutter heiratete kurz vor ihrer Geburt den Pariser Kaufmann François Drian. Anna Karolina wuchs daher in Frankreich auf.
Im Jahr 1723 spürte Friedrich August Rutowski, ihr Halbbruder, sie in Paris auf und brachte die erst 16-jährige Anna Karolina an den Dresdner Hof, wo er ihr erst das Fechten beibrachte und sie seinem Vater angeblich in Uniform präsentierte (es existiert auch ein Bildnis von ihr in Uniform von Silvestre). Der König war begeistert von ihrer Schönheit und Intelligenz. Am 19. September 1724 fand sie offizielle und rechtliche Anerkennung und bekam den Titel einer polnischen Gräfin Orzelska zugesprochen und erhielt Wohnrecht im Blauen Palast in Warschau. Als Anführerin des exklusiven Zirkels um den König gelang es ihr, große Vorteile für ihre Familie zu gewinnen, was ihr jedoch die Gegnerschaft und den Neid des alten Hofadels einbrachte, der sie als Emporkömmling ansah.
Durch Wilhelmine von Preußen wurde kolportiert, Gräfin Orzelska sei nicht nur die Mätresse, sondern auch Bettgenossin ihres leiblichen Vaters sowie ihres Halbbruders, Graf Rutowski, gewesen. Inwiefern tatsächlich inzestuöse Verhältnisse gegeben waren oder ob es sich um missgünstigen Hofklatsch handelte, ist nicht geklärt. Aus zeitgenössischen Quellen geht jedoch hervor, dass Orzelska bei Hofe einen sexuell sehr ausschweifenden Lebensstil geführt haben soll und sich gerne in Männerkleidung präsentierte, etwa Reit- und Soldatenuniformen.
Im Februar 1728 wurde sie dem preußischen Kronprinzen und späteren König Friedrich vorgestellt, der zusammen mit seinem Vater Friedrich Wilhelm I. zu Besuch in Dresden weilte. Obwohl beide Väter ein Verhältnis zu unterbinden versuchten, kam es zu einer viel rezipierten heimlichen Liebschaft, die bei einem Gegenbesuch Augusts (mit seiner Tochter im Gefolge) im selben Jahr in Berlin fortgeführt wurde, danach aber unmöglich wurde. Deutsche Historiker des 19. Jahrhunderts und teilweise auch später noch sahen in ihr nicht nur Friedrichs erste, sondern auch prägende oder gar einzige große Liebe.

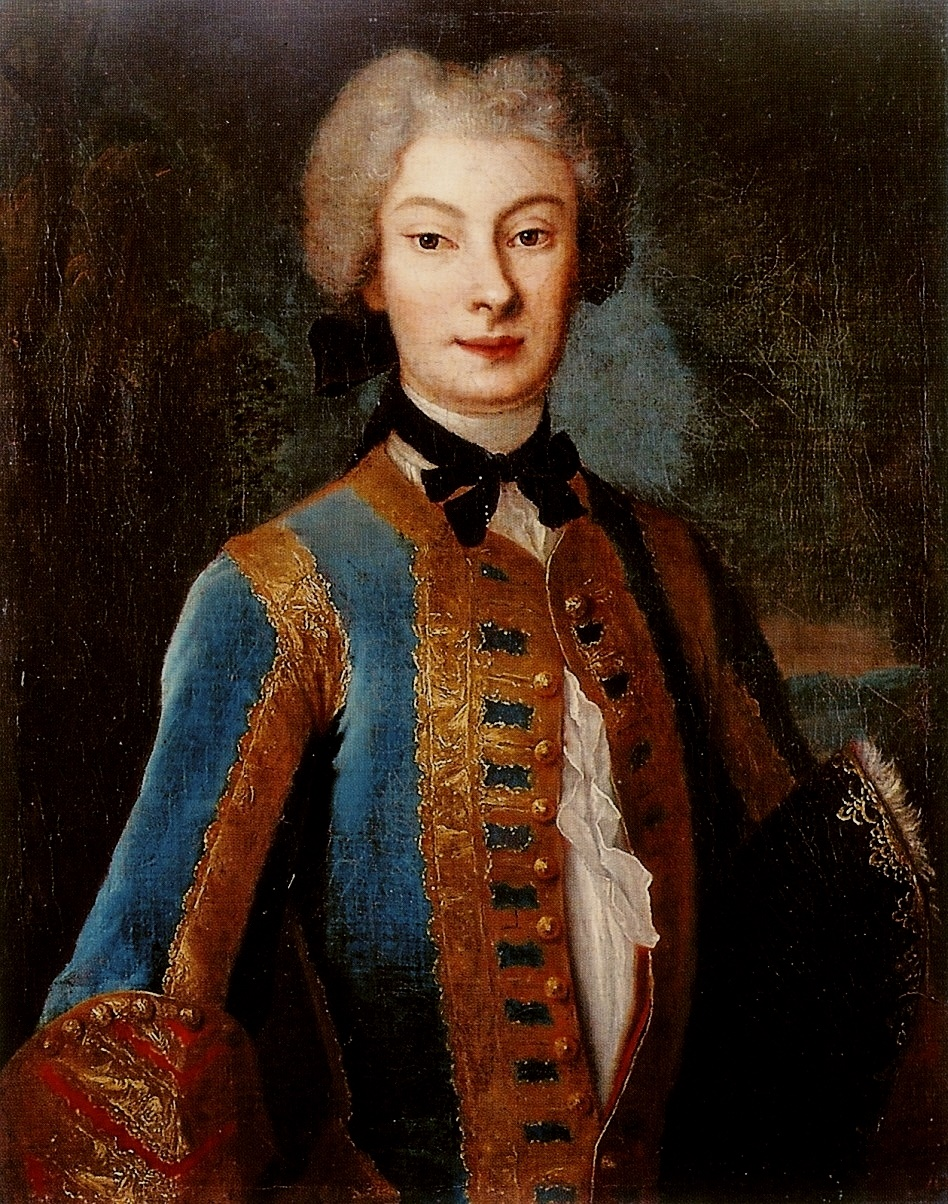
Louis de Silvestre: Anna Orzelska in Uniform, 1725
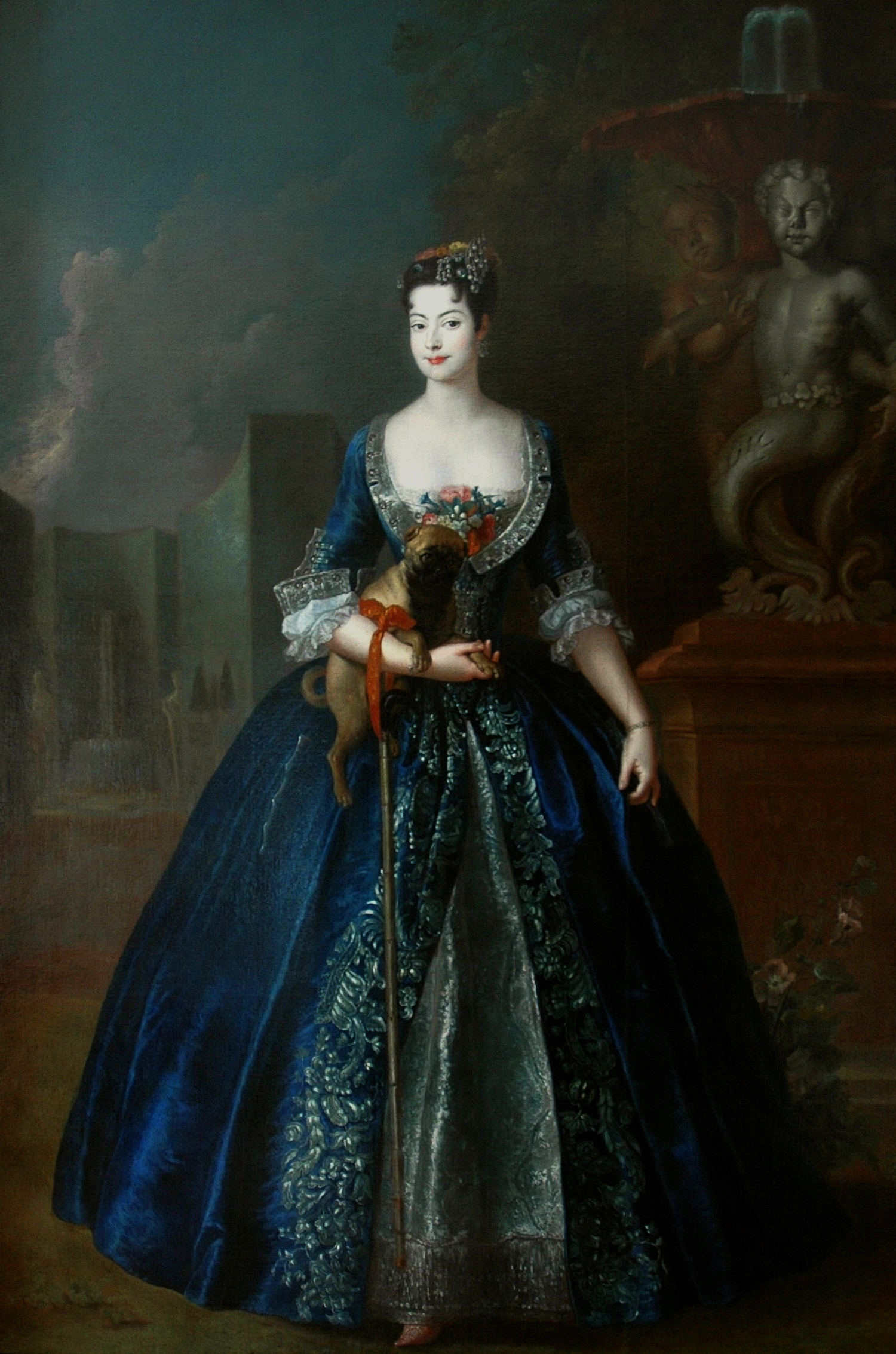
Antoine Pesne: Gräfin Orzelska, Öl auf Leinwand, um 1730
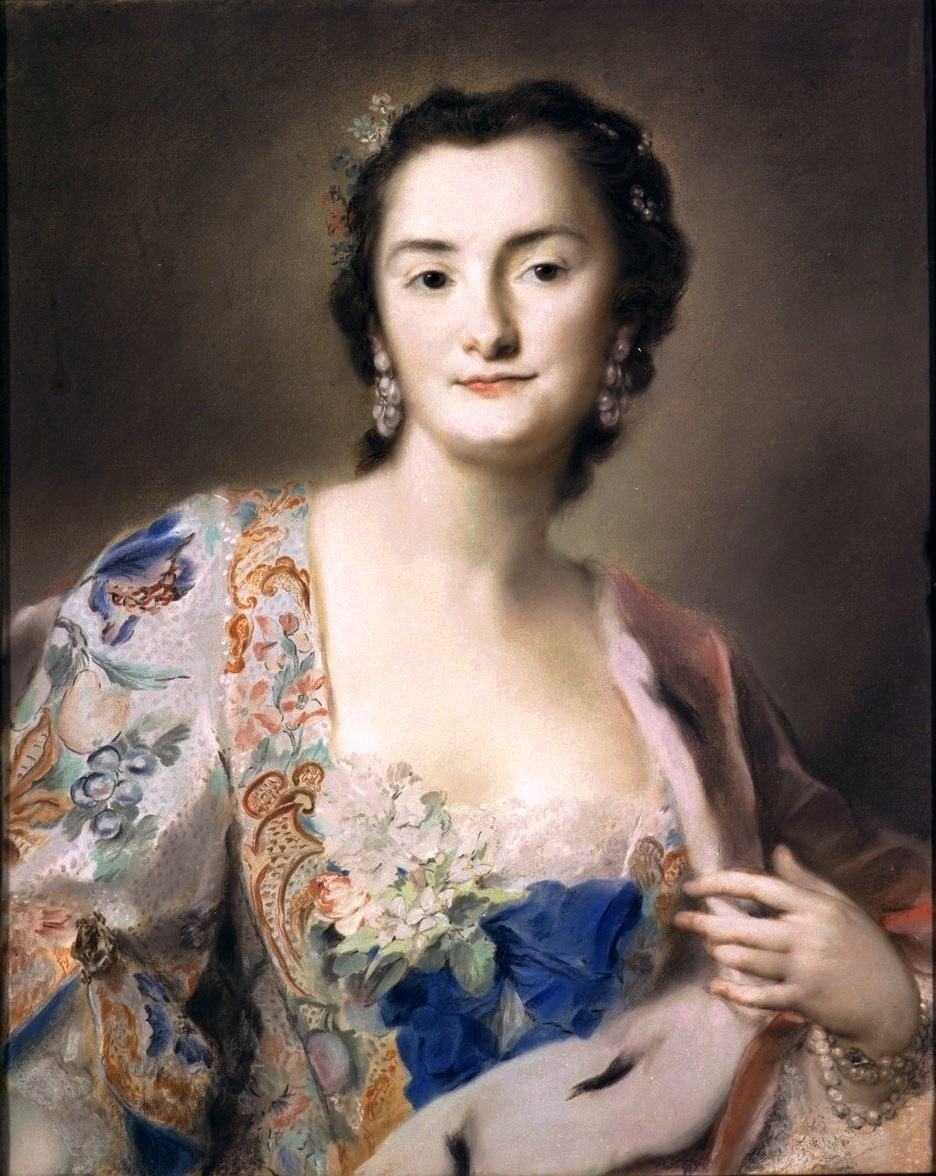
Rosalba Carriera: Gräfin Orzelska, Öl auf Leinwand, um 1730

Am 10. August 1730 verheiratete ihr Vater sie in Dresden mit Karl Ludwig Friedrich, Prinz von Schleswig-Holstein-Sonderburg-Beck (1690–1774), dem jüngeren Bruder des regierenden Herzogs Friedrich Wilhelm II. Ihre Mitgift betrug 300.000 Taler. Aus der gemeinsamen Verbindung ging ein Sohn, Karl Friedrich (1732–1772), hervor. Nach drei Jahren Ehe starb ihr Vater und Gönner. Dies war der Anlass für ihren Mann, sich von ihr zu trennen und von Dresden nach Königsberg zu ziehen. Sie lebte in den folgenden Jahrzehnten in weitaus bescheideneren Verhältnissen in Rom, Venedig und Avignon. Kurz vor ihrem Lebensende begab sie sich zu einer Kur nach Grenoble, wo sie am 27. September 1769 starb.